# Cyrtodactylus wetariensis
Cyrtodactylus wetariensis este o specie de șopârle din genul Cyrtodactylus, familia Gekkonidae, ordinul Squamata, descrisă de Stephen Troyte Dunn în anul 1927. Conform Catalogue of Life specia Cyrtodactylus wetariensis nu are subspecii cunoscute.